# Lambohov

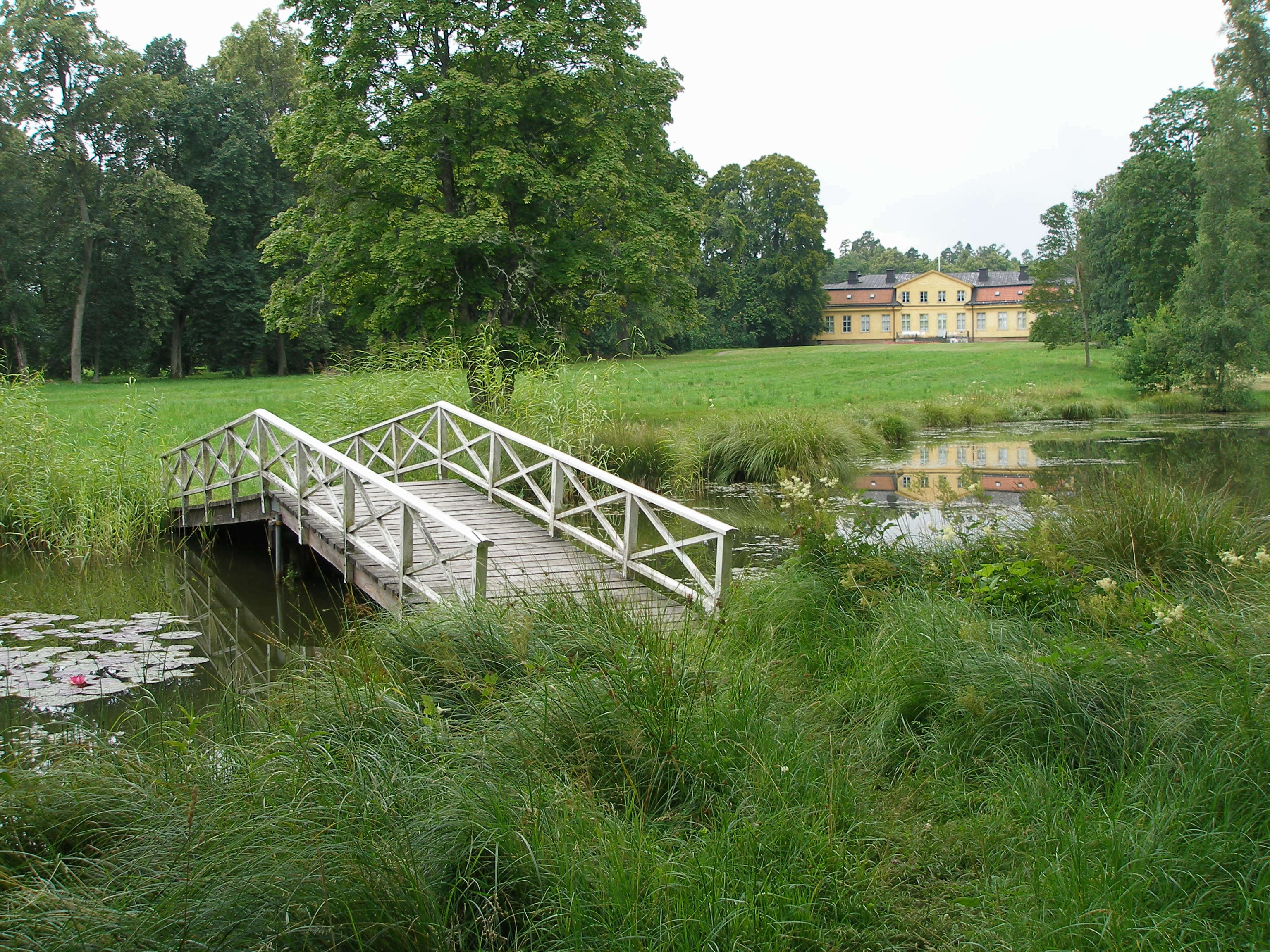
Lambohovs säteri.

Lambohov (uttal (fil)) är en stadsdel i sydvästra Linköping. Det är också namnet på det säteri varvid stadsdelen vuxit fram. Stadsdelen växte fram under 1980-talet och över 50% av bebyggelsen är från 1981-1990. Från början utmärktes den av en blandning mellan olika bostadsformer, till exempel villor omväxlande med låga hyreshus. Lambohov har idag drygt 8 500 invånare och delas formellt in i de tre delarna Slestad, Änggården och Lilla Mjärdevi.
Östra Lambohov omfattar främst villabebyggelse, liksom Västra Lambohov där det även finns hyresrätter. I södra delen är det främst äldre hyresrätter. I Lambohovs centrum ligger en ungdomsgård. 
Lambohov gränsar till universitetsområdet och Mjärdevi Science Park i norr. Söderut ligger Slaka  och en bit österut hittar man Tinnerö eklandskap.
I Lambohov som helhet har 33,4% (2017) av befolkningen utländsk bakgrund; 23,6% (2017) är utrikes födda.
Lambohov hör till Lambohovs församling och  Slaka-Nykils pastorat och vid centrum ligger Lambohovskyrkan, som är ett samarbete mellan pastoratet och Equmeniakyrkan i Linköping. 

## Skolor
Änggårdsskolan är en grundskola i södra Lambohov, med cirka 310 elever. Norrut ligger även Slestadsskolan där det går ungefär 320 elever. Båda skolorna har årskurs 1-6, förskoleklass samt förskola.
År 2002 startade Vittra AB en friskola i Lambohov. Den kallades vid starten för Emrikssonska skolan men har senare bytt namn till Vittra Lambohov. Skolan ligger i närheten av Lambohovs centrum och omfattar årskurs 1-9 samt förskola (0-5 år).

## Idrott
I Lambohov finns fotbollsklubben IK Östria Lambohov.